# Восточный Выселок
Восточный Выселок — упразднённое в 1970 году село в Бурлинском районе Алтайского края. Входило в состав Устьянского сельсовета. В 21 веке — урочище. Сохранилось сельское кладбище.

## История
Основано в 1939 году. Ликвидировано в 1970 году.

## География
Расположен в северо-западной части края, на берегу озера Кабанье.
Рельеф — равнинный.
Климат — резко континентальный. Средняя температура января −16,8 °C,июля +20,8 °C. Количество атмосферных осадков 275 мм.

## Инфраструктура
Было развито сельское хозяйство. Действовала сельскохозяйственная артель имени Фрунзе. С 1950 г. отделение укрупненного колхоза «Сталинский путь». С 1960 г. отделение совхоза «Устьянский».

## Транспорт
Просёлочная дорога от соседней деревни Кирилловка.